# Vanya Hargreeves
(Vanya Hargreeves)
Vanya Hargreeves, cambiato in seguito nella serie in Viktor Hargreeves a causa del cambio di genere dell'interprete, conosciuto durante l'infanzia come Numero Sette e da adulto come Violino Bianco, è un personaggio immaginario della serie a fumetti The Umbrella Academy ideata da Gerard Way, e pubblicata per la prima volta nel 2007,  e dell'omonima serie televisiva del 2019, ispirata alla prima raccolta di fumetti, The Apocalypse Suite. Nella serie televisiva, pubblicata su Netflix il 15 febbraio 2019, Vanya è interpretata da Elliot Page ed è doppiato in Italia da Alessia Amendola.

## Biografia

### Apocalypse Suite (fumetto)
Vanya nasce insieme ad altri 42 bambini, da madri che apparentemente non mostravano segni di una gravidanza fino al momento del travaglio. Viene poi adottata dal miliardario Sir Reginald Hargreeves insieme ad altri sei bambini, tutti dotati di poteri straordinari, come il viaggio nel tempo o la superforza. Tutti, tranne Vanya, che fino a circa sette anni non mostra segno di alcun potere e viene definita da Sir Reginald "assolutamente inutile". Ogni bambino è stato denominato con un numero, ad esempio Vanya era il Numero Sette, ma tutti, tranne il Numero Cinque, che viene chiamato sempre Cinque, hanno anche un soprannome, quello di Vanya è il Violino Bianco, e un vero nome.  Quando diventano abbastanza grandi, i sette bambini vengono addestrati per diventare parte dell'Umbrella Academy, un'alleanza per combattere il crimine della città. I suoi fratelli diventano famosi e richiesti per salvare le persone, ma quando Vanya inizia a manifestare i suoi poteri, Reginald si rende conto che sono troppo potenti e distruttivi, e cerca di tenerli sotto controllo tramite l'ausilio di un monocolo. 
Anni dopo, Vanya pubblica un libro, Extra-Ordinary: My life as Number Seven, la sua biografia che rivela anche dei segreti e la vita privata dei suoi fratelli, che incrementa il loro odio verso il fratello. Nel frattempo continua ad esercitarsi con il violino, diventando parte dell'orchestra della città, anche se aspira a diventare il primo violino. Pochi anni dopo la pubblicazione del libro, Reginald Hargreeves muore e Vanya torna dopo tanto tempo all'Academy, per riunirsi con i suoi fratelli in occasione del funerale.
Sotto lo stupore di tutti, Cinque ritorna dal futuro,dicendo di aver lavorato per 28 anni alla Commissione, associazione che si occupa del continuum temporale e delle persone che potrebbero minacciarlo, indicando che tra otto giorni il mondo sarebbe finito a causa dell'apocalisse.
Allontanata anche dopo la morte di Reginald Hargreeves, Vanya fu invitata ad esibirsi nell'Orchestra Verdammten dal direttore, che aveva bisogno che qualcuno fosse il violino principale nella sua Sonata dell'Apocalisse. Lei rifiutò, dando alla sua famiglia un'altra possibilità, illudendosi di poter far pace con loro, in seguito a un ulteriore litigio con Diego (Kraken) viene esortata ad andare via. Irata, decide di andare dal direttore, che la trasforma permanentemente. Egli gli rivela dei bizzarri esperimenti che Reginald conduceva su di lei per poterla cambiare e darle dei poteri, e che egli stesso ha rubato i resoconti degli esperimenti e li ha modificati, rendendoli più dolorosi. Il suo corpo diventa completamente diverso, tutto bianco e con la forma che ricorda un violino, e la sua mente viene traviata per diventare maligna e godere della distruzione. Appena inizia a suonare, il Violino Bianco uccide il direttore, tagliandolo a metà, e, raggiunta l'Academy, uccide Pogo.
In seguito decide di invitare i suoi fratelli al suo concerto. Tornata all'Icarus Theater, viene raggiunta dai fratelli, ma prima che possa dire niente per stregarloa, taglia la gola ad Allison. In seguito Klaus gli fa credere di essere posseduta dallo spirito del padre, dicendogli quanta disapprovazione provasse per lei in quel momento, e Numero Cinque gli spara in testa, ma prima di morire, il Violino Bianco rivela che il mondo finirà comunque. Klaus, dopo che l'orchestra lancia un raggio nello spazio distruggendo la Luna, decide di provare a spostare con i suoi poteri il grosso frammento di terra che sta per cadere sul mondo, riuscendoci.
Sia lui che Allison riescono a sopravvivere, ma Vanya perde la memoria e rimane completamente paralizzato, Allison perde le corde vocali, ma anche se all'inizio rimane arrabbiata e astiosa, riesce a perdonare la sorella, confortandola e aiutandola.

### Dallas (fumetto)
Essendo ancora paralizzata la sua famiglia si prende cura di lei finché un giorno Voce le mostra cosa ha fatto. Vanya guarda, orripilata da ciò che ha fatto. 
Alla fine di "Dallas", Voce la abbraccia facendo intuire di averla perdonata per ciò che ha fatto.

### Serie televisiva

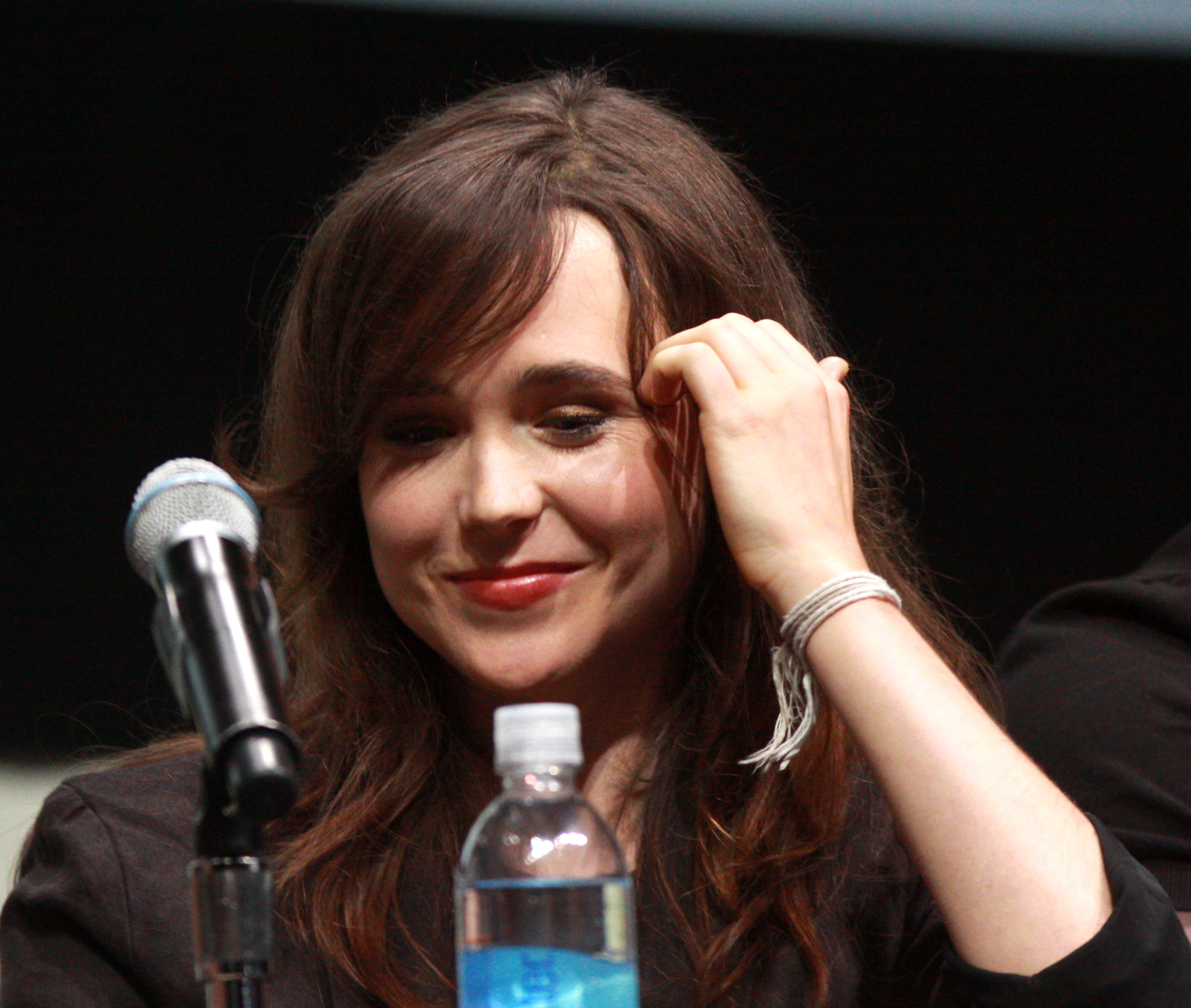
Elliot Page interpreta Vanya nella serie televisiva del 2019

La vita di Vanya nella serie televisiva è praticamente la stessa: è identica fino a quando torna all'Academy per il funerale del padre.
Dopo il funerale, Vanya va via perché Luther pensa possa essere uno di loro ad aver ucciso il padre, così, appena arrivata a casa sua incontra prima Cinque, che le racconta dell'apocalisse, e poi Leonard, uno studente di violino adulto che vuole prendere delle lezioni. I due instaurano presto una forte amicizia, e lei inizia a nutrire dei sentimenti per il suo studente. I due vanno a cena insieme, e Vanya, esercitandosi con lui, riesce a diventare primo violino nella sua orchestra. Allison inizia ad indagare sul passato di Leonard, scoprendo che il suo vero nome è Harold, e ha dei precedenti per aver ucciso suo padre dopo anni di abusi. Scopre anche che pure Harold è nato il 1º ottobre del 1989, ma è un ragazzo normale, senza poteri.
Allison mette in guardia Vanya, che non le crede perché è innamorata di Leonard, e in un impeto di rabbia le taglia la gola con l'archetto del suo violino, anche se la sorella riesce a sopravvivere. Vanya scappa con Leonard, che la aiuta a controllare i suoi poteri, ma quando capisce che Allison aveva ragione, uccide Leonard colpendolo con venti coltelli. Vanya, ormai presa dai suoi poteri, si prepara a suonare con l'orchestra, e quando Luther, Klaus, accompagnato dal fantasma di Ben, Allison, Diego e Cinque giungono all'Icarus Theater, il concerto è già iniziato. Mentre Vanya suona, Klaus uccide delle guardie, mandate dalla Commissione per la ragazza, insieme a Ben, sotto lo stupore di tutti i suoi fratelli. Allison cerca di far ragionare Luther, ma lui vuole uccidere Vanya, così, mentre la sorella sta per finire il concerto, Allison spara vicino al suo orecchio, facendole perdere la concentrazione.
Il potente raggio proveniente da Vanya finisce nello spazio, colpendo e distruggendo la Luna. Un grande pezzo di terra si schianta sul pianeta, e Cinque propone di tornare indietro nel tempo per cercare di essere più buoni con Vanya, così tutti tornano ragazzi e tornano ai tempi dell'Umbrella Academy.

## Poteri ed abilità
Per quanto Vanya sembri normale, è in realtà la più potente degli Hargreeves. Incanala i suoi poteri attraverso la musica. È in grado di usare incredibili forze distruttive suonando una nota qualsiasi sul suo violino. Quando usa i suoi poteri, gli occhi le diventano bianchi. È anche in grado di usare i suoi poteri quando è arrabbiata o infastidita, infatti riesce a scaraventare un'auto in aria perché la stava per investire, e taglia la gola a Allison con il suo archetto, anche se involontariamente, perché lei cerca di farle capire che Leonard l'ha sempre ingannata. Successivamente, dopo aver scoperto la verità, uccide Leonard sollevandolo in aria e infilzandolo con venti coltelli.
Queste forze possono essere usate per qualcosa di così piccolo come tagliare le corde vocali di qualcuno o far saltare il cervello di un altro con la forza di un fucile, ma possono anche provocare l'apocalisse, come successo in "Apocalypse Suite", e far crollare un pezzo della Luna, che cade sulla Terra come un meteorite.
Vanya può quindi manipolare il suono a seconda dei suoi desideri, causando di conseguenza anche l'acquisizione della telecinesi e la distruzione del terreno e dei palazzi, nonché la manipolazione del tempo meteorologico, causando la pioggia quando è irritata o triste. Mentre si allenava nella foresta, Vanya è stata anche in grado di ascoltare suoni che di solito sarebbe impossibile udire. Ad esempio, è stata in grado di ascoltare i rintocchi dell'orologio stando all'esterno. Vanya è anche in grado di concentrarsi su un suono specifico e bloccare gli altri, non importa quanto siano forti. Inoltre ha acquisito la capacità di levitare utilizzando la telecinesi.

## Relazioni

### Fumetto
Nei suoi anni da teenager attraversa una fase di ribellione durante la quale lega moltissimo con Kraken, entrambi fanno parte di una band punk-rock chiamata i "Prime-8's".
Quando Kraken continua come membro dell'Academy e lascia la band a causa di una missione, lei realizza che quello non è il suo posto e va via di casa senza dirlo a nessuno.

### Serie televisiva
Vanya ha un rapporto travagliato con la sua famiglia, che l'ha sempre trattata come se non fosse una di loro, lasciandola sempre da sola e criticandola per tutto. Le uniche persone con cui ha un legame, anche se misero, sono Allison e Cinque.  La sorella, infatti, fu sorpresa ma felice di vederla arrivare all'Accademy dopo la morte di Reginald, tant'è che cercò di confortarla dopo i commenti critici di Diego. In seguito, Vanya cercò di confortare sua sorella dopo che ebbe un'accesa telefonata con il suo ex marito, Patrick. Allison, sconfortata, le chiede se abbia mai amato così tanto qualcuno da poterci morire, cosa che lei prova per sua figlia. Nonostante in seguito facciano pace, soprattutto grazie ai numerosi tentativi di Allison, quest'ultima non l'ha mai perdonata per aver scritto il libro, in cui emergono molti segreti privati della vita della sorella.
Con Cinque, Vanya aveva un rapporto di amicizia abbastanza forte, quando erano piccoli, ma dopo la scomparsa del fratello, si è chiusa ancora di più in sé stessa. Ogni sera, per quasi vent'anni, lasciava le luci accese, nella speranza che il fratello ritornasse durante la notte. Vanya aveva anche un bel rapporto con Pogo, quando era piccola. Lui, infatti, insisteva nel dire che l'Academy sarebbe sempre stata casa sua, anche se lei non lo pensava così, e che suo padre le voleva bene, a modo suo. Purtroppo, tutto l'affetto che Vanya provava per Pogo è sparito quando ha scoperto che lui era a conoscenza dei suoi poteri, e che il padre li sopprimeva con i medicinali, così, anche se triste, lo uccide.
Vanya credeva anche che la sua relazione con Leonard fosse sincera e che lui fosse l'unica persona che potesse mai capirla veramente, prendendosi cura di lei nonostante le sue insicurezze. Tuttavia, dopo aver scoperto la sua vera natura, e la sua manipolazione nei suoi confronti per sbloccare i suoi poteri per sé stesso, Vanya si vendica uccidendolo.

## Accoglienza
Il personaggio di Vanya è stato accolto positivamente dagli spettatori e dai critici, che hanno apprezzato anche l'interpretazione di Page. Nick Allen, di Roger Erbert, definisce Vanya Hargreeves come la "vera protagonista" di tutta la serie. Page, secondo Samantha Nelson di The Verge, interpreta Vanya come ritirata, praticamente un ritratto nella depressione e nell'isolamento sociale, sebbene la trama sembri probabilmente darle la possibilità di mostrare più spazio con il passare della stagione, e, secondo Emma Grey Ellis di Wired.com, per l'intera stagione è il "brutto anatroccolo super potente della famiglia, risultando immediatamente fastidiosa. Ma ciò basta a farti presagire che, alla fine, anche lei ha dei poteri."
Per la sua interpretazione di Vanya Hargreeves, Elliot Page ha ricevuto numerosi elogi e una candidatura ai Saturn Awards e ai Teen Choice Awards, rispettivamente come Miglior attore non protagonista in una serie in streaming e Miglior attore in una serie fantasy/sci-fi.